# マキシム・ボネ
マキシム・ジュール・セザール・ボネ（Maxime Jules Cesar Bonnet、1878年3月28日 - 1959年3月19日）は、フランスの神父、パリ外国宣教会に所属していた。来日し、長崎・鹿児島・宮崎・嘉渡・宝亀・太刀洗・飯塚・新田原にて布教。

## 生涯
1878年（明治11年）、フランス北東部ブザンソンに生まれる。郷里の小神学校を経て、パリ外国宣教会の大神学校へ進学。1903年（明治36年）司祭に挙げられる。同年9月14日、長崎に上陸。同年10月より鹿児島教会付きの神父となる。1904年（明治37年）5月、宮崎教会付きとなる。1905年（明治38年）6月、龍郷町の嘉渡教会主任に就任。第一次世界大戦開戦により帰国。終戦ののち、再度日本に戻り、1923年（大正12年）9月、平戸市の宝亀教会主任、1928年（昭和3年）12月、大刀洗町の大刀洗教会主任、1940年（昭和15年）10月、飯塚市の飯塚教会主任、1945年（昭和20年）10月、行橋市の新田原教会主任を歴任。1953年（昭和28年）8月、宣教会本部付きとなる。1956年（昭和31年）10月、新田原病院入院。1959年（昭和34年）帰天。新田原教会墓地に埋葬される。